# Чалъкови (род)
Чалъкови са български копривщенско-пловдивски род джелепи и бегликчии.

## Дейност
Вълко Тодоров Чалъков от Копривщица дарява средства за изграждане на болницата (1775) и параклиса „Свети Димитър“ (1778) в Хилендарския манастир. Неговите внуци Вълко Тодоров Чалъков (поч. 1841) и Стоян Тодоров Чалъков (поч. 1850) се преселват в Пловдив и заемат важно място в обществения живот на града през Възраждането. Син на Стоян е Георгаки Чалъкоглу, който получава бейска титла и е депутат в съществувалия за кратко османски Сенат, а неговият син Никола Чалъков е няколко пъти кмет на Пловдив. Вълковата сестра Рада Чалъкова е баба по майчина линия на Любен и Петко Каравелови. Други видни потомци на рода са Георги Вълкович и Стоян Чомаков.
Деятелността на Чалъковския род добива още по-голямо значение, като се вземат предвид времето и условията, при които те са работили. Това време съвпада с официалното припознаване от Селим III на гръцкитe училища и поголовното  погръчване на всички по-събудени българи в градовете. Гръцките училища стават най-голямата опасност. Те заплашват да денационализират всичко българско. Дохождат моменти, когато в градове като Пловдив угасва всяко съзнание за българска народност.  По-състоятелните и издигнати българи считали за гордост да наричат себе си „Ромнйос“ (Ромеос). Гръкоманството става общ култ. Ето, в какви мрачни и трагични времена се появява родът на Чалъковци и с една твърдост, достойна за подражание, започва да развива своето спасително за народа дело. Турците наричат гърците „Руммилети“.
Малкият чорбаджи Вълко Куртович е основал в Пловдив Св. Троичкото училище (днес Неделно училище към храм „Света Троица“), което съществува и сега, а неговите наследници през 1849  г. го обърнали от гръцко на  българско.
Двамата братя Нешо Теодоровичов Чалъкоолу (1770 – 1829) и брат му Големи Вълко (1765 – 1841) имат къщи в Копривщица и Пловдив, образци на Българската възрожденска архитектура. Те двамата са ктитори на общо четири чешми в Копривщица, носещи техните имена (Чалъкова чешма).

## Изследвания
- Кесяков, Христо. Вълко и Стоян Тодорови Чалъкови: потекло, живот и дейност. Пловдив, 1935.
- Стоянов, Маньо. Чалъковци (Към историята на един чорбаджийски род). – Исторически преглед, 7, 1950-1951, 313-329.
- Янева, М. Нови данни за стопанската дейност на Чалъкови. – Bulgarian Historical Review, 34, 2006, 596-605.
- Левкова, М. Българският род Чалъковци през Възраждането. – Родознание / Genealogia, 2010, № 2, 41-45.
- Lyberatos, A. Men of the Sultan: The Beglik Sheep Tax Collection System and the Rise of a Bulgarian National Bourgeoisie in Nineteenth-Century Plovdiv. – Turkish Historical Review, 1, 2010, 55-85.
- Мучинова, Мария Левкова. Дриновски сборник. Към биографията и обществената дейност на двама пловдивски българи – възпитаници на ришельовския лицей в Одеса.   Одеса, periodicals.karazin.ua. с. 178 – 181, Т. VIII.